# Butzenhof
Butzenhof (fränkisch: Butsn-hohf) ist ein Gemeindeteil der Stadt Heilsbronn im Landkreis Ansbach (Mittelfranken, Bayern). Butzenhof liegt in der Gemarkung Weiterndorf.

## Geografie
Die Einöde liegt an der Schwabach. Gemeindeverbindungsstraßen führen nach Weißenbronn (1 km südlich), nach Weiterndorf (0,2 km nördlich) und nach Heilsbronn zur Kreisstraße AN 17 (1,5 km westlich).

## Geschichte
Butzenhof wurde erst im 18. Jahrhundert gegründet. Im Jahre 1790 wurde er als „Buzenhof“ erstmals schriftlich erwähnt. Benannt wurde der Hof nach dem Familiennamen des Eigentümers, Butz. Zu dieser Zeit gehörte noch eine Mühle zum Hof, die später Weiterndorfer Mühle genannt wurde. Von 1797 bis 1808 unterstand der Ort dem Justiz- und Kammeramt Cadolzburg.
Im Rahmen des Gemeindeedikts wurde Butzenhof dem 1808 gebildeten Steuerdistrikt Bürglein und der 1810 gegründeten Ruralgemeinde Bürglein zugeordnet. Mit dem Zweiten Gemeindeedikt (1818) wurde Butzenhof in die neu gebildete Ruralgemeinde Weiterndorf umgemeindet. Diese wurde am 1. April 1971 im Zuge der Gebietsreform in Bayern in die Stadt Heilsbronn eingegliedert.

## Einwohnerentwicklung
| Jahr      | 001840 | 001861 | 001871 | 001885 | 001900 | 001925 | 001950 | 001961 | 001970 | 001987 |
| Einwohner | 12     | 6      | 11     | 8      | 4      | 6      | 8      | 6      | 4      | *      |
| Häuser    | 1      |        |        | 1      | 1      | 1      | 1      | 1      |        | *      |
| Quelle    | [ 12 ] | [ 13 ] | [ 14 ] | [ 15 ] | [ 16 ] | [ 17 ] | [ 18 ] | [ 19 ] | [ 20 ] | [ 21 ] |

## Religion
Butzenhof ist evangelisch-lutherisch geprägt und war ursprünglich nach St. Johannes (Bürglein) gepfarrt, seit 1818 ist die Pfarrei Heilsbronn zuständig. Die Einwohner römisch-katholischer Konfession sind nach Unsere Liebe Frau (Heilsbronn) gepfarrt.